# Autoritratto (Rubens)
Autoritratto è un dipinto a olio su tela (109,5x85 cm) realizzato tra il 1638 ed il 1639 da Peter Paul Rubens.
È conservato nel Kunsthistorisches Museum di Vienna.